# Blütenachse

r Receptaculum kegelförmig oder Becherförmig (Hypanthium), s Kelch, p Krone,
a Androeceum, g Stempel
rot Fruchtknoten;
I oberständig (hypogyne Blüte), II halbunterständig (epihypogyne oder perigyne Blüte), III unterständig (epigyne Blüte) (gynoeceales Hypanthium)

Als Blütenachse, Blütenboden oder Receptaculum (auch Thalamus oder Torus) wird in der Botanik der Abschnitt der Sprossachse bezeichnet, der die Organe der Blüte (also Kelchblätter, Kronblätter, Stempel und Staubblätter) trägt. Er ist die direkte Fortsetzung des Blütenstiels. Der Blütenboden ist eine gestauchte Sprossachse, deren Scheitelmeristem (Apikalmeristem) sich bei der Blütenbildung aufbraucht. Die Blütenachse kann verschieden ausgeformt sein.

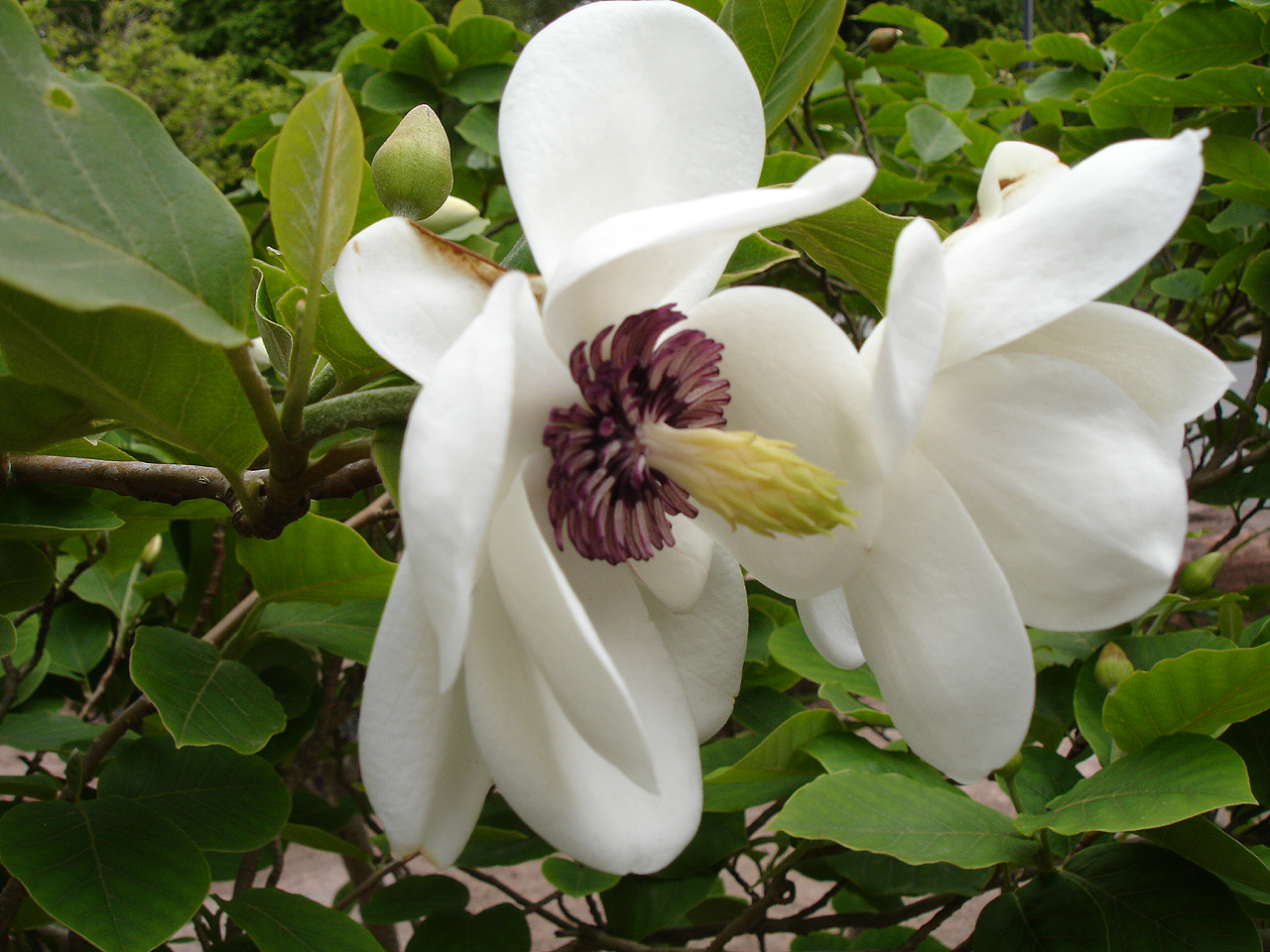
Blütenachse einer Magnolie mit schraubiger, zapfenartiger Anordnung von Staub- und Fruchtblättern als ursprüngliche Form

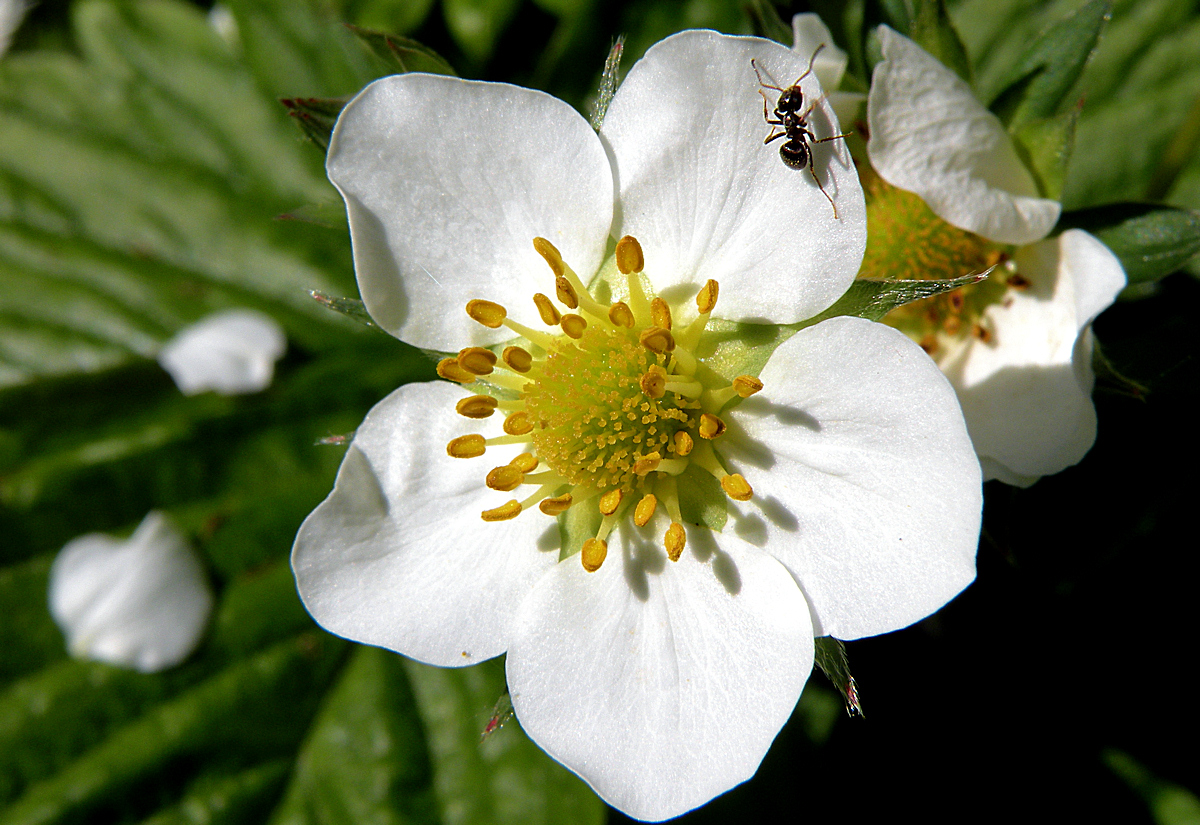
Erdbeerblüte mit zahlreichen Stempeln auf dem Blütenboden

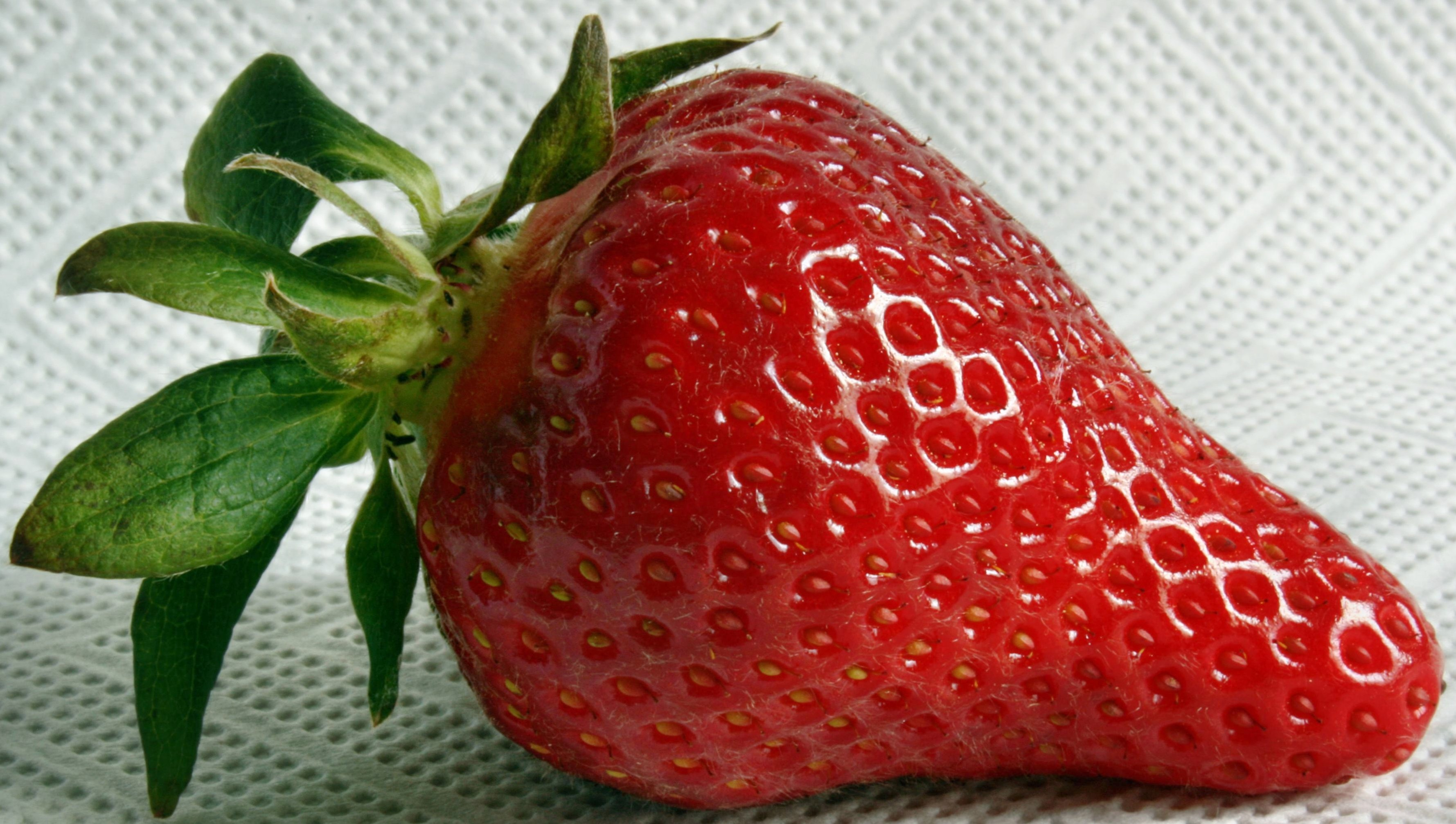
Die Erdbeere geht hauptsächlich aus dem Blütenboden, also einer gestauchten Blütenachse, hervor. Deshalb ist die Sammelfrucht auch eine Scheinfrucht

Ist der Blütenboden becher- oder röhrenförmig ausgebildet, bezeichnet man ihn als Hypanthium. Es sind dann verschiedene Varianten möglich, mit einem unter- (epigyne Blüte), halbunter- (epihypogyne Blüte) oder mittelständigen (perigyne Blüte) Fruchtknoten oder als eine Mischung aus mittel- und unterständigem Fruchtknoten (epihypoperigyne Blüte). Der unterständige Fruchtknoten kann auch unterhalb des Hypanthiums verwachsen sein (epiperigyne Blüte).
Die Internodien der Blütenachse sind häufig zu einem Blütenboden gestaucht, auf dem die Blütenorgane sitzen. Dieser kann wulstig, scheibenförmig flach, schwanzförmig, krugförmig (Bsp. Rose) oder kegelig gewölbt (Bsp. Erdbeeren) oder auch hohl sein. Bei der Reife der Erdbeere bildet der Blütenboden eine saftig fleischige Scheinbeere.
Der Blütenboden kann auch mit einem Internodium ausgebildet sein, welches den Fruchtknoten anhebt, entweder gynophor, androgynophor oder blütentragend (anthophor). Ein gestielter (stipitater) Fruchtknoten ist nicht das Gleiche, hier bildet ein verengter Basalteil des Fruchtknotens einen Stiel.
Eine spezielle Form ist die säulenförmige Ausformung des Blütenbodens als Staubblattträger (androphor), hier sitzen die Staubblätter oben und die Kelch- und Kronblätter unten am Hypanthium. Der Fruchtknoten kann hier verschieden angeordnet sein. Eine spezielle Form bildet das Staminophor, welches bei den Eukalypten und den Myrtengewächsen vorkommt, hier ist ein spezielles Gewebeband auf dem Hypanthium ausgebildet, welches als Staubblattträger fungiert.

Gynophor
Androgynophor
Anthophor
Androphor
Frei im umgebenden oder unterständig und unterhalb des Hypanthiums

Unterschied zwischen gynophorem und gestieltem Fruchtknoten (Karpophor und Stempelfuß)

Bei den Scheinblüten der Korbblütler ist es der Blütenboden, das Blütenlager (Clinanthium, Phoranthium) der einzelnen Blüten, welche zusammen das Blütenkörbchen (Calathium, Anthodium) bilden. Bei den Fruchtverbänden der Feigen bildet der hohle, fleischige, fast ganz geschlossene Blütenboden ein Sykonium (Hypanthodium oder Blütenkuchen), in welchem die Blüten sitzen, ist der Boden mehr oder weniger flach, dann entsteht ein Coenanthium wie bei den Dorstenia.